# Walter Sonnleitner
Walter Sonnleitner (* 5. Jänner 1947 in Sinnersdorf in der Steiermark) ist ein österreichischer Wirtschaftsjournalist und war parteifreier Spitzenkandidat des BZÖ im Wiener Wahlkampf 2010.

## Leben
Nach der Handelsakademie mit Maturaabschluss studierte Walter Sonnleitner an der Wiener Hochschule für Welthandel zum Diplomkaufmann und Doktor der Handelswissenschaften. Im Jahr 1965 wurde Sonnleitner Mitglied der katholischen Studentenverbindung K.Ö.H.V. Rugia Wien im ÖCV, weiters ist er Mitglied in den katholischen Mittelschulverbindungen K.Ö.St.V. Asciburgia Oberschützen sowie K.Ö.St.V. Mercuria Oberwart, beide im MKV. Schon während des Studiums arbeitete Sonnleitner beim ORF in der Verwaltung.
Im Jahr 1971 wechselte er als Redakteur in die Wirtschaftsredaktion. Er gestaltete die Sendereihe Made in Austria mit Günter Tolar und Zu Gast in Österreich. Auch beim Wirtschaftsmagazin Schilling, das infolge der Euro-Einführung auf €co umbenannt wurde, war Sonnleitner maßgeblich beteiligt. In der Folge war er in zahlreichen Informationssendungen des ORF für die Wirtschaftskommentare verantwortlich.
Im Jänner 2009 ging Sonnleitner in Pension. Bis Juli 2010 war er Präsident der am 6. April 2010 gegründeten „Mittelstandsvereinigung Österreich“, welche nach eigenen Angaben die Interessen des Mittelstandes vertreten soll.
Am 29. Juni 2010 präsentierte das BZÖ Sonnleitner als Spitzenkandidaten für die Landtagswahlen 2010 in Wien. Trotz der Kandidatur blieb Sonnleitner jedoch parteifrei. Das BZÖ scheiterte am Wahltag mit einem Ergebnis von 1,33 Prozent deutlich am Einzug in den Wiener Landtag bzw. Gemeinderat.

## Werke
Als Wirtschaftsjournalist gab er allein oder als Coautor auch einige Bücher heraus, wie
- Steuer-Wege in die EU, 1995, zusammen mit Quantschnigg, BMF;
- Steuer sparen 2001-2004, BDO-Experten unter Bruckner
- Erben und erben lassen, 1997 und 2001
- Wie funktioniert Wirtschaft wirklich, 2004/09, mit Karlheinz Muhr ISBN 3-7093-0049-5
- "Stirb Bankrott!", 2009

Im Jahr 2004 schreibt er aus eigener Erfahrung als Krebspatient Das Leben mit dem Tod: Ansichten eines Über-Lebenskünstlers aus seinem Privatleben.

## Auszeichnungen
- 2001: Horst-Knapp-Preis
- 2009: Berufstitel Professor[3]